# Liste der Geotope im Landkreis Wolfenbüttel
Die Liste der Geotope im Landkreis Wolfenbüttel enthält die Geotope im Landkreis Wolfenbüttel in Niedersachsen. Einige dieser Geotope stehen zugleich als Naturdenkmal (ND), Landschaftsschutzgebiet (LSG), Naturschutzgebiet (NSG) oder Teil von diesen unter Schutz.

## Liste
| Geotop-Nr. | Bezeichnung                                                                | Ort                                                                    | Bemerkung | Koordinaten                      | Bild                                            |
| ---------- | -------------------------------------------------------------------------- | ---------------------------------------------------------------------- | --- | -------------------------------- | ----------------------------------------------- |
| 3730/01    | Ehem. Steinbruch im Trochitenkalk                                          | östlich Erkerode                                                       | Geotoptyp: Richtprofil, Fossilfunde. Länge 20 m, Breite 40 m, Höhe 8 m. Stratigraphie: Trias-Oberer Muschelkalk (Trochitenkalk). Petrographie: 1 Sohle, reich an Kalkschalenresten. Im Landschaftsschutzgebiet LSG-WF 22 Elm                | 52° 12′ 6,5″ N, 10° 42′ 48,3″ O  | weitere Bilder                                  |
| 3730/02    | Erdfallgelände und Bachschwinde "Teufelsküche"                             | ca. 400 m (SO Vorwerk Reitling), gemeindefreies Gebiet Am Großen Rhode | Geotoptypen: Erdfall, Bachschwinden. Länge 50 m, Breite 50 m, Höhe 15 m. Stratigraphie: Trias - Oberer Buntsandstein (Röt). Petrographie: bunte, tonig verunreinigte, dünnplattige Gipssteine des Röt. Im Landschaftsschutzgebiet LSG-WF 22 | 52° 12′ 14,4″ N, 10° 45′ 31″ O   |                                                 |
| 3730/03    | Schaumkalkbänke, ehem. Steinbruch Fa. Angerstein                           | an der Straße Königslutter-Sambleben, NW des Whs. Tetzelstein, Sickte  | Geotoptyp: Richtprofil. Länge 120 m, Breite 200 m, Höhe 6 m. Stratigraphie: Trias-Unterer Muschelkalk. Petrographie: Wellenkalke und Schaumkalkbänke. Im Landschaftsschutzgebiet LSG-WF 22                                                  | 52° 12′ 0,7″ N, 10° 47′ 38,8″ O  |                                                 |
| 3730/11    | Ehem. Kalksteinbruch                                                       | ca. 1,4 km SO Destedt, Erkerode                                        | Geotoptyp: Richtprofil. Länge 330 m, Breite 220 m, Höhe 40 m. Stratigraphie: Trias-Unterer Muschelkalk. Im Landschaftsschutzgebiet LSG-WF 22                                                                                                | 52° 13′ 56,6″ N, 10° 44′ 6,4″ O  |                                                 |
| 3730/14    | Steilschichtstufenlandschaft mit Abrissspalten im Elm                      | ringsherum um das Reitlingstal, Evessen                                | Geotoptyp: Richtprofil. Länge 4500 m, Breite 1100 m. Stratigraphie: Trias-Unterer Muschelkalk. Petrographie: Quartär. Im Landschaftsschutzgebiet LSG-WF 22                                                                                  | 52° 11′ 53,2″ N, 10° 43′ 2,6″ O  | Reitlingstal                                    |
| 3829/01    | Quelle                                                                     | am Nordrand des Oderwaldes an der Posteiche bei Halchter, Wolfenbüttel | Geotoptyp: Quelle. Länge 20 m, Breite 40 m. Stratigraphie: Oberkreide, Cenoman-Mergeln. Petrographie: Die Quelle entspringt aus Cenoman-Mergeln, die eine geringfügige Löß bzw. Lößlehmdecke (Pleistozän) aufweisen.                        | 52° 8′ 1″ N, 10° 30′ 55,1″ O     |                                                 |
| 3829/04    | Vilgensee, Quelle                                                          | 1 km W Dettum, Denkte                                                  | Quellteich im Kalkgebiet mit mehreren kleinen Inseln. Geotoptypen: See, Quelle XQ. Im Landschaftsschutzgebiet LSG-WF 3. | 52° 10′ 19,6″ N, 10° 38′ 54,6″ O | Quellteich im Kalkgebiet                        |
| 3830/03    | Gabbro-Findling                                                            | am Hügelgrab bei Eilum ca. 260 m N Eilum, Schöppenstedt                | Geotoptyp: Findling. Länge 1 m, Breite 1,4 m, Höhe 1 m. Stratigraphie: Quartär-Pleistozän. Petrographie: dunkler Gabbro. Naturdenkmal ND-WF 12                                                                                              | 52° 9′ 56,5″ N, 10° 43′ 21,4″ O  |                                                 |
| 3830/04    | ehem. Steinbruch, steilstehend, Trochitenkalk                              | am Mühlenberg ca. 500 m NW Uehrde, Schöppenstedt                       | Geotoptyp: Lagerungsverhältnisse. Länge 500 m, Breite 40 m, Höhe 1 m. Stratigraphie: Trias-Oberer Muschelkalk. | 52° 6′ 20,2″ N, 10° 45′ 6,8″ O   |                                                 |
| 3830/05    | Erdfälle                                                                   | ca. 1,6 km O Whs. Tetzelstein, Schöppenstedt                           | Geotoptyp: Erdfall. Länge 1200 m, Breite 650 m, Höhe 5 m. Stratigraphie: Trias-Oberer Muschelkalk bis Quartär. Petrographie: Die Erdfälle sind durch Auslaugung des Gipses entstanden. Im Landschaftsschutzgebiet LSG-WF 22                 | 52° 11′ 30,1″ N, 10° 48′ 47,2″ O |                                                 |
| 3830/06    | Mittelalterliche Steinbrüche                                               | ca. 2 km N Kneitlingen, gemeindefreies Gebiet Am Großen Rhode          | Geotoptyp: Richtprofil. Länge 11 m, Breite 800 m, Höhe 100 m. Stratigraphie: Trias-Unterer Muschelkalk. Im Landschaftsschutzgebiet LSG-WF 22                                                                                                | 52° 11′ 35,9″ N, 10° 45′ 20,9″ O |                                                 |
| 3927/03    | Klippen aus Hilssandstein                                                  | am Hainberg ca. 3,5 km WSW Sehlde                                      | Geotoptyp: Klippen. Höhe 10 m. Stratigraphie: Unterkreide, Alb. Im Landschaftsschutzgebiet LSG-HI 56, LSG-WF 31, LSG-GS 45 "Hainberg, Wohldenberg, Braune Heide, Klein Rhüdener Holz u. angr. Landschaftsteile"                             | 52° 1′ 46,6″ N, 10° 12′ 46,8″ O  | Klippe aus Hilssandstein im Hainberg bei Sehlde |
| 3927/05    | Grenzbereich zwischen weißen und rotem Plänerkalksteinen, ehem. Steinbruch | N Ortsrand von Baddeckenstedt                                          | Geotoptyp: Richtprofil. Stratigraphie: Oberkreide. | 52° 5′ 27,2″ N, 10° 13′ 45,1″ O  |                                                 |
| 3929/02    | Ehem. Sandsteinbruch                                                       | ca. 1,8 km NO Seinstedt-Hedeper, Achim                                 | Geotoptyp: Richtprofil. Länge 220 m, Höhe 15 m. Stratigraphie: Oberkreide. | 52° 3′ 42,8″ N, 10° 39′ 35,6″ O  |                                                 |
| 3930/02    | Rhätsandsteinklippe im NSG "Klotzberg"                                     | Klotzberg, ca. 1 km S Wetzleben, Hedeper                               | Geotoptyp: Sedimentstrukturen. Länge 300 m, Breite 40 m, Höhe 28 m. Stratigraphie: Trias-Oberer Keuper (Rhät). Petrographie: weicher Quarzsandstein von heller Farbe und feinkörnig. Im Naturschutzgebiet NSG-BR 012 "Klotzberg".           | 52° 3′ 31″ N, 10° 42′ 47,9″ O    | Sandsteinformation des Klotzberg                |
| 4029/08    | Aufgelassene Lößgrube (obere Schierksmühle)                                | Schladen                                                               | Geotoptyp: Flugsanddecke. Stratigraphie: Quartär - Pleistozän, Weichsel-Kaltzeit. Petrographie: Weichsel-Löß, fossile Böden, holozäne Parabraunerde.                                                                                        | 51° 59′ 26,2″ N, 10° 30′ 14,8″ O |                                                 |